# Stylocoeniella armata
Espèce
Statut de conservation UICN

 LC  : Préoccupation mineure
Statut CITES
Stylocoeniella armata est une espèce de coraux appartenant à la famille des Astrocoeniidae.